# 元祖大阪油そば暖簾会
元祖大阪油そば暖簾会（がんそおおさかあぶらそばのれんかい、Ganso Osaka Abura Soba Norenkai）は、油そばきりん寺や油そば・まぜそばロマンなどの創業者、平野満が発起人となり2025年4月1日に設立された大阪府を拠点とする油そば業態の業者団体である。関西における油そばの普及、品質向上、安定供給、安定経営などを目的とし、加盟店を幅広く募集している。
事務局は大阪市東成区大今里1-24-10の株式会社梅松内に所在し、のれん分け（暖簾）方式による協業組織として運営されている。公式サイトによると2025年5月時点で大阪府内を中心に油そば・まぜそばロマン11店舗、油そば大革命7店舗の計18店舗が加盟しているとされる。

## 沿革

### 創業前史
油そば・まぜそばロマンの創業者である平野満は2020年に株式会社ロマンを設立し、油そば事業を開始した。2024年2月には製麺会社「梅松」を設立し、のれん分け支援体制を整備した。

### 暖簾会発足
2025年4月1日、元祖大阪油そば暖簾会が正式に発足した。同年4月9日に公式サイトで発足が発表された。暖簾会のモデル店舗として、4月2日には近畿日本鉄道八戸ノ里駅構内に「油そば・まぜそばロマン八戸ノ里店」がオープンした。

## 目的と活動

### 規約
暖簾会は以下の主な規約を定めている：
1. レシピの公開・共有
2. 協力業者の共有
3. 出店エリアの棲み分け（乗降客数別の距離制限）
4. 定期的なレシピ会・勉強会・懇親会の開催
5. 月会費1万円/店舗
6. 事務局所在地の明示

### 研修・勉強会
加盟店舗の品質維持と技術向上のため、定期的な研修会や勉強会を実施している。これにより、各店舗で提供される油そばの品質標準化を図っている。

### 提携業者
加盟店舗は共通の協力業者と提携することで、原材料の安定供給と品質確保を実現している。グループ会社の製麺会社「梅松」が麺の供給を担当していると報じられている。

## 組織

### 事務局
暖簾会の事務局は、大阪府大阪市東成区大今里1-24-10の株式会社梅松内に置かれている。

### 会員条件・会費
加盟店舗は月会費1万円を支払い、各種サポートやブランド使用権を得る。出店エリアについては、駅の乗降客数に応じた距離制限が設けられており、加盟店舗間の過当競争を防止する仕組みが整えられている。関西地域での油そば普及を目指し、新規加盟店を幅広く募集している。

## 加盟店舗
公式発表によると、ロマングループとして大阪府内を中心に油そば店10店舗を展開しており、そのうち8店舗が暖簾会に加盟しているとしている。確認できる主な店舗としては、森ノ宮本店や八戸ノ里店などがある。
八戸ノ里店は鉄道駅構内の改札内外2入口というアクセス性の高いモデル店舗として位置づけられている。

## 社会的評価

### メディア報道
地域ニュースでは「関西で油そば文化を拡大する新勢力」として紹介されている。尼崎経済新聞では平野氏が「女性客比率50%超」とコメントし、油そばのイメージ刷新を図っていることが報じられている。

### キャンペーン事例
暖簾会に関連するロマングループでは、「M-1グランプリ 令和ロマン優勝で5000人ラーメン無料」といったキャンペーンを実施し、話題を集めている。

## 関連企業
- 株式会社ロマン - 暖簾会の母体企業[8]
- 株式会社梅松 - グループ会社（製麺会社）[4]